# Giovanni Caravale
Giovanni Caravale (Roma, 18 agosto 1935 – Roma, 29 maggio 1997) è stato un economista italiano, ministro della Repubblica.

## Biografia
Cominciò la sua carriera all'Ufficio studi della Banca nazionale del lavoro.
Vinse il concorso al Senato nel 1958 e dal 1965 al 1972 fu segretario delle Commissioni finanze e, poi, industria.
Tra il 1960 ed il 1961 fu visiting student al Trinity College di Cambridge, dove studiò con Maurice Dobb, Piero Sraffa, Nicholas Kaldor e altri grandi economisti di quella scuola.
Nel 1963 fu nominato libero docente in economia e politiche fiscali all'Università di Pescara. Successivamente, dal 1968 al 1971 insegnò economia politica all'Università di Perugia e, dopo aver conseguito l'ordinariato, abbandonò l'Amministrazione del Senato. Dal 1979 fino alla sua morte insegnò all'Università La Sapienza di Roma.
Fu Ministro dei trasporti e della navigazione dal 17 gennaio 1995 al 16 maggio 1996 nel Governo Dini, ove, tra l'altro, si occupò del piano di rilancio e risanamento dell'Alitalia, compagnia di bandiera italiana.

## Pubblicazioni
- Il credito al consumo, Torino, UTET, 1960.
- Cicli Economici e Trend, Milano, Giuffrè 1961.
- Oligopolio differenziato e processo di sviluppo, Milano, Giuffré, 1964.
- Fluttuazioni e sviluppo nella dinamica di squilibrio di un sistema economico, Roma, Petrignani, 1967.
- Un modello ricardiano di sviluppo economico, coautore Domenico Tosato, Torino, Boringhieri, 1974.
- Ricardo and the theory of value distribution and growth, coautore Domenico Tosato, London, Routledge & Kegan Paul, 1980.
- La crisi delle teorie economiche. Scritti di J. Kregel ... [et al.], a cura di, Milano, F. Angeli, 1983.
- Il dibattito di Cambridge sulla teoria del capitale e della distribuzione. M. Blaug ... [et al.], a cura di, Roma, Università di Roma La Sapienza, 1985.
- The legacy of Ricardo, Oxford, Basil Blackwell, 1985.
- Marx and modern economic analysis, 2 voll., Aldershot, E. Elgar, 1991. Comprende:

1: Values, prices and exploitation.
2: The future of capitalism and the history of thought.
- Equilibrio e teoria economica, a cura di, Bologna, Il Mulino, 1994.